# NGC 632
NGC 632 ist eine Linsenförmige Galaxie mit hoher Sternentstehungsrate vom Hubble-Typ S0 im Sternbild Fische auf der Ekliptik. Sie ist schätzungsweise 145 Millionen Lichtjahre von der Milchstraße entfernt und hat einen Durchmesser von etwa 40.000 Lichtjahren. Gemeinsam mit vier weiteren Galaxien bildet sie die NGC 645-Gruppe (LGG 28). 

Im selben Himmelsareal befinden sich u. a. die Galaxien NGC 631 und NGC 645.
Die Typ-Ia/P-Supernova SN 1998es wurde hier beobachtet.
Das Objekt wurde am  24. September 1830 von dem britischen Astronomen John Herschel entdeckt.